# جون تايلور (لاعب كريكت أسترالي)
جون تايلور (3 أبريل 1979 في أستراليا - ) (بالإنجليزية: John Taylor)‏ هو لاعب كريكت أسترالي. لعب مع فريق غرب أستراليا للكريكت ‏.

## وصلات خارجية
- جون تايلور على موقع إي آس بي آن كريك إنفو (الإنجليزية)